# جيوفري أنوسوورث
جيوفري أنوسوورث (بالإنجليزية: Geoffrey Unsworth )‏ (و. 1914 – 1978 م) هو مصور سينمائي، وكاتب سيناريو، ومشغل الكاميرا بريطاني، ولد في لانكشر، بدأ مشواره المهني سنة 1943، توفي في بريتاني، عن عمر يناهز 64 عاماً، بسبب نوبة قلبية.

## جوائز وترشيحات
حصل على جوائز منها:
جوائز
- جائزة الأوسكار لأفضل تصوير سينمائي، عن عمل: تس
- جائزة الأوسكار لأفضل تصوير سينمائي، عن عمل: ملهى
- جائزة الأوسكار
- حفل توزيع جوائز الأوسكار الثالث والخمسون
- حفل توزيع جوائز الأوسكار الخامس والأربعون
- رتبة الإمبراطورية البريطانية
- 18th British Academy Film Awards [الإنجليزية]‏
- 31st British Academy Film Awards [الإنجليزية]‏
- 26th British Academy Film Awards [الإنجليزية]‏
- 35th British Academy Film Awards [الإنجليزية]‏
- 22nd British Academy Film Awards [الإنجليزية]‏

ترشيحات
- جائزة الأوسكار لأفضل تصوير سينمائي، عن عمل: جريمة في قطار الشرق السريع

ترشح لـ:
- جائزة الأوسكار لأفضل تصوير سينمائي ملون، عن عمل: بيكيت
- جائزة الأوسكار لأفضل تصوير سينمائي، عن عمل: جريمة في قطار الشرق السريع
- جائزة الأوسكار لأفضل تصوير سينمائي، عن عمل: ملهى
- جائزة الأوسكار لأفضل تصوير سينمائي، عن عمل: تسّ.

## وصلات خارجية
- جيوفري أنوسوورث على موقع IMDb (الإنجليزية)
- جيوفري أنوسوورث على موقع ألو سيني (الفرنسية)
- جيوفري أنوسوورث على موقع أول موفي (الإنجليزية)
- جيوفري أنوسوورث على موقع قاعدة بيانات الأفلام السويدية (السويدية)
- جيوفري أنوسوورث على موقع قاعدة بيانات الفيلم (الإنجليزية)
- جيوفري أنوسوورث على موقع كينوبويسك (الروسية)